# Potencia prima
En matemática, una potencia prima o número primario, es una potencia entera y positiva de un número primo. 
Por ejemplo 5=51, 9=32 y 16=24 son potencias primas, mientras que 
6=2×3, 15=3×5 y 36=62=22×32 no lo son. 
Las primeras potencias primas son 
2, 3, 4, 5, 7, 8, 9, 11, 13, 16, 17, 19, 23, 25,...(ver secuencia A000961 en OEIS).
Las potencias primas son los enteros positivos divisibles por exactamente un número primo.

## Propiedades algebraicas
Toda potencia prima (excepto las potencias de 2) tiene una raíz primitiva; el grupo multiplicativo de enteros módulo pn (el grupo unitario del anillo {\displaystyle \mathbf {Z} /p^{n}\mathbf {Z} }) es cíclico.
El número de elementos de un cuerpo finito es siempre una potencia prima, e inversamente (única a menos de un isomorfismo). 

## Propiedades combinatorias
Una propiedad de las potencias primas utilizada frecuentemente, en teoría analítica de números, es que el conjunto de potencias primas es un conjunto pequeño en el sentido que la serie matemática de sus recíprocos converge. 